# Miguel Rebosio
César Miguel Rebosio Compans (Lima, 20 de outubro de 1976) é um ex-futebolista peruano que atuava como defensor.

## Carreira

### Clubes
Revelado no Guardia Republicana, Rebosio despontou de vez para o futebol no ano seguinte, ao assinar com o  Sporting Cristal, fazendo parte do elenco vice-campeão da Copa Libertadores da América de 1997.
Em 2000, foi contratado pelo Zaragoza, atuando em 93 partidas pelo clube espanhol e conquistando duas edições da Copa do Rei (2000-2001 e 2003-2004). Sua passagem pelo UD Almería foi bem menos destacada: foram apenas dezoito jogos e um gol marcado.
Retornou ao Peru em 2005 para defender o Alianza Lima, onde teve uma curta passagem (treze jogos) antes de voltar à Europa, mais precisamente para a Grécia, tendo sido contratado pelo PAOK, atuando apenas três vezes. Ainda em 2006, fez oito partidas pelo Sport Boys.
Após um breve retorno ao Sporting Cristal em 2007, Conejo teve ainda passagens por Universidad César Vallejo e Sport Boys, encerrando a carreira neste último, aos 33 anos. No entanto, decidiu retornar aos gramados em 2013, para defender o Walter Ormeño, time da segunda divisão peruana.

## Seleção
De 1997 a 2005, Rebosio defendeu a Seleção Peruana de Futebol, jogando sessenta partidas, não marcando nenhum gol, sendo o décimo-sexto atleta com mais jogos disputados pelos blanquirrojos.
Participou de três edições da Copa América (1997, 1999 e 2004), além da Copa Ouro da CONCACAF de 2000, no qual o Peru esteve presente como convidado.

## Curiosidade
Após encerrar a carreira de jogador, Rebosio inscreveu-se no programa "El Gran Show: Reyes del Show", reality show de dança apresentado por Gisela Valcárcel, sagrando-se vencedor da edição de 2010.